# سباق باريس روبيه 1929
طواف باريس 1929 هو سباق دراجات هوائية أقيم بتاريخ 31 مارس، تكون السباق من مرحلة واحدة، وامتدّ لمسافة 260 كم، وبسرعة 29.168 كم/س، استغرق السباق 8 ساعات و54 دقيقة و50 ثانية.

## النتائج
| المرتبة | المتسابق           | الوقت      |
| ------- | ------------------ | ---------- |
| 1       | تشارلز منير        | 8h 54' 50″ |
| 2       | جورج رينسيي        | +0' 00″    |
| 3       | ايماني دوويت       | +0' 00″    |
| 4       | أرماند فان بروواني | +3' 19″    |
| 5       | غاستون ريبوري      | +3' 19″    |